# Ла Тремуй, Клод де
Герцог Клод де Ла Тремуй (фр. Claude de La Trémoille; 1566, Туар — 25 октября 1604, Туар) — один из вождей гугенотов на исходе XVI века, глава богатого феодального рода Ла-Тремуй.

## Биография
Сын Луи III де Ла Тремуя, герцога Туара и Жанны де Монморанси, дочери коннетабля Анна де Монморанси.

### Военная карьера
В религиозных войнах Клод де ла Тремуй сражался сперва против протестантов под командованием герцога де Монпансье, но в 1585 году он перешёл в противоположный лагерь и повёл своих людей на помощь Генриху Конде, который осаждал Бруаж. Принц принял его подобающим образом и между ними завязалась дружба, скреплённая впоследствии женитьбой Конде на сестре Ла Тремуя Шарлотте. Несмотря на всё это, Клод официально перешёл в протестантизм только в 1587 году, одним из самых серьёзных адептов которого он и стал впоследствии.
Ла Тремуй последовал за Конде в его экспедиции в Анжер, где ему было поручено руководить отступлением к Бофору. Когда вожди гугенотов приняли решение отступать в разные стороны, чтобы сбить врага с толку, он остался с принцем, и они вместе укрылись в Гернси. По прежнему верный судьбе своего шурина, он сопровождает его во всех предприятиях. При поражении при Тьерслене в 1586 году под ним убили коня, но сам он не пострадал. Затем он осадил и взял Тальмон. При Кутра он командовал корпусом лёгкой кавалерии.
В 1588 году умер Генрих Конде, и король Генрих Наваррский (будущий Генрих IV) оказался во главе протестантов. После убийства герцога де Гиза Генрих Наваррский и Генрих III примирились, Клод помог Колиньи де Шатийону защищать Тур против герцога Майена, за что Генрих III был ему благодарен. Ла Тремуй последовал за двумя королями осаждать Париж, но после убийства Генриха III и соглашения в Сен-Клу (декларировавшее намерения Генриха IV уважать католическую веру), он покинул королевскую армию и удалился в Пуату, где отбил несколько населённых пунктов у Лиги. Однако уже в следующем году он привёл значительное подкрепление на помощь королю. Он присутствовал при взятии Мёлана, отличился при Иври и вернулся в Пуату только с отступлением герцога Пармского.
В 1595 году он сражался при Фонтэн Франсез, когда окончательно была разбита Лига, и в том же году король в знак признания его заслуг возвёл герцогство Туар в пэрство. Парламент ратифицировал королевский указ только 7 декабря 1599 года. Это была единственная милость, полученная Клодом от Генриха IV, который его недолюбливал. Причиной тому была его принципиальность, которой сам король не слишком отличался, предпочитая действовать в соответствии с политической целесообразностью.

### Политическая деятельность
Будучи в большей степени отважным воином, чем искусным политиком, Клод, однако принимал участие в деятельности политических ассамблей гугенотов, где пользовался большим авторитетом благодаря своим боевым заслугам, принципиальности и богатству. Однако мелочные переговоры с королевскими посланцами, скорее напоминавшими торг на базаре за права и свободы гугенотских общин, утомляли и раздражали его. Делались попытки его подкупить, причём обещания в стиле Генриха IV были весьма заманчивы. Клод был непоколебим. Своим искусителям он отвечал:
«Господа, я прощаю вас, [тех] которые недавно работали ради истребления Лиги, и найдя партию, раздутую частными интересами, не могли ударить её в более чувствительное место, и свели на нет. Чтоб показать вам, что нет ничего подобного среди нас, [я скажу вам что,] когда бы вы дали мне полцарства, отказывая тем бедным людям, сидящим в зале в том, что им необходимо, чтобы служить Богу свободно и в безопасности, вы бы никак не продвинулись [в переговорах с гугенотами], но дайте им эти справедливые и необходимые вещи, и пусть [даже] меня король повесил бы на дверях ассамблеи, вы бы достигли цели и никто бы не протестовал»
Король отправил его в Португалию, возможно, чтобы отдалить от двора. По возвращении он удалился в свой замок в Туаре, где и умер 25 октября 1604 года в возрасте всего лишь 38 лет. Поползли слухи об отравлении, которые так и не были ничем подтверждены.

## Семья

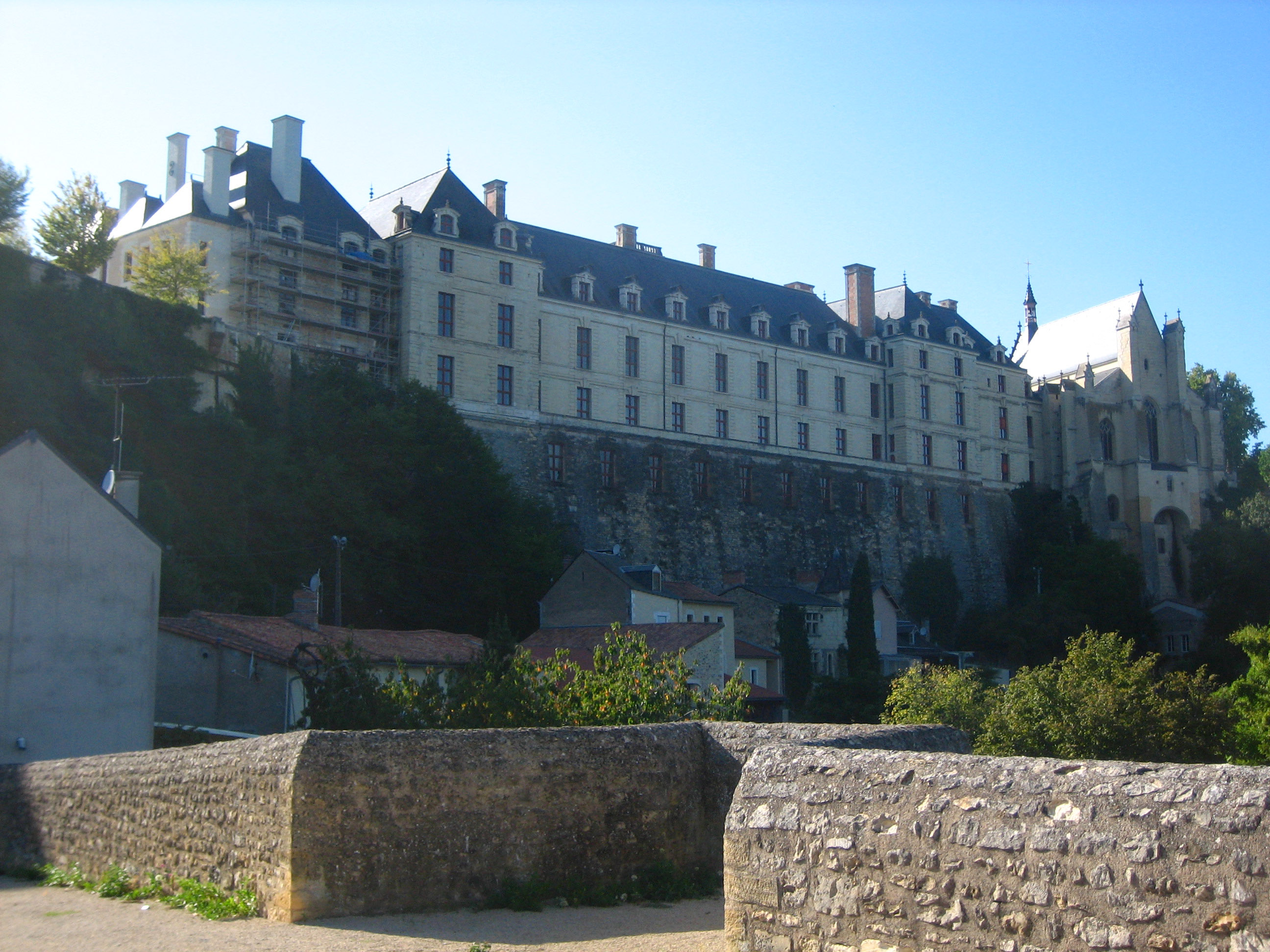
Туарский замок

В начале 1598 года Анри де Ла Тур д’Овернь просватал свою свояченицу (сестру жены) Шарлотту Брабантину Оранскую-Нассау, дочь Вильгельма Молчаливого, за своего кузена и соратника, Клода де Ла Тремуй. Свадьбу сыграли 11 марта. Благодаря своим семейным связям с Оранским и Бульонским домами Шарлотта Брабантина скоро начала играть важную роль во французской протестантской дипломатии. В 1602 году она отговорила супруга от принятия участия в заговоре Бирона и убедила его сохранять верность Генриху IV. После смерти Ла Тремуя в октябре 1604 года она взяла на себя управление семейными землями, площадь которых удвоилась в 1605 году после смерти графа Ги XX де Лаваля. Даже после перехода в католицизм её сына Анри (июль 1628 года) она продолжала поддерживать протестантские общины Туара и Витре.
От брака Клода и Шарлотты родилось четверо детей:
- Анри де Ла Тремуй (1598—1674), третий герцог де Туар;
- Шарлотта де Ла Тремуй (1599—1664), вышла замуж 26 июня 1626 за Джеймса Стенли, графа Дерби;
- Элизабет де Ла Тремуй (1601—1604);
- Фредерик де Ла Тремуй (1602—1642).

У него был также незаконнорожденный сын от связи с Анной Гаран:
- Аннибаль де Ла Тремуй (1595—30 июля 1670), виконт де Марсильи, который женился в 1629 году на Жакетте Дере, происходившей из старинного буржуазного рода из Туара.